# Garfield megye (Montana)
Garfield megye az Amerikai Egyesült Államokban, azon belül Montana államban található. Megyeszékhelye és legnagyobb városa Jordan. Lakosainak száma 1173 fő (2020. április 1.). Garfield megye Valley, Rosebud, McCone, Custer, Phillips, Petroleum és Prairie megyékkel határos.

## Népesség
A megye népességének változása:
| Lakosok száma | 1183 | 1273 | 1263 | 1290 | 1314 | 1173 |
|               | 2010 | 2011 | 2012 | 2013 | 2015 | 2020 |